# Veronica cardiocarpa
Veronica cardiocarpa là một loài thực vật có hoa trong họ Mã đề. Loài này được (Kar. & Kir.) Walp. miêu tả khoa học đầu tiên năm 1844.